# Paul Luigs
Paul Joseph Luigs (* 9. Februar 1902 in Düsseldorf; † 3. Januar 1992 in Hamburg) war ein deutscher Manager, Unternehmer und Politiker (Zentrum, CDU, Hamburg-Block). Er war von 1954 bis 1957 Wirtschaftssenator der Freien und Hansestadt Hamburg.

## Leben
Luigs wurde als Sohn eines Storekeepers geboren. Nach dem Besuch der Volksschule absolvierte er eine kaufmännische Lehre und bildete sich im Anschluss mit Auslandsstudien fort. Er arbeitete seit 1926 als kaufmännischer Angestellter in der rheinisch-westfälischen Schwer- und Werkzeugindustrie, erhielt 1933 eine leitende Funktion und wurde 1936 Direktor des Stahlwerks Carp + Hones in Düsseldorf. Als solcher übernahm er die Leitung der Verkaufsstelle für Norddeutschland mit Sitz in Hamburg. In der Hansestadt war er später Geschäftsführer und Mitinhaber des Großhandels Paul Luigs & Co., der sich ebenfalls auf Edelstahl- und Präzisionswerkzeuge spezialisiert hatte.
Von 1926 bis 1933 war Luigs für die Zentrumspartei Mitglied der Hamburgischen Bürgerschaft.
Ein Jahr nach Beendigung des Zweiten Weltkrieges trat er in die CDU ein. Er war Vorsitzender des CDU-Bezirksverbandes Harvestehude und Mitglied im Landesvorstand der CDU Hamburg. 1954 wurde er zum stellvertretenden Landesvorsitzenden der Partei gewählt. Bei den Bürgerschaftswahlen 1949, 1953 und 1957 wurde er jeweils als Abgeordneter in die Hamburgische Bürgerschaft gewählt, der er bis 1961 angehörte, von 1953 bis 1957 als Mitglied des Hamburg-Blocks. Nachdem der Hamburger Senat seine Erweiterung beschlossen hatte, wurde Luigs am 17. März 1954 zum Senator für Wirtschaft gewählt. Gemeinsam mit Ernst Plate und als Nachfolger von Carl-Gisbert Schultze-Schlutius leitete er bis zum 21. Dezember 1957 im Senat Sieveking die Behörde für Wirtschaft und Verkehr.
Paul Luigs war mit Elisabeth, geb. Meis, (1903–1989) verheiratet und hatte drei Kinder. Er wurde auf dem Friedhof Ohlsdorf beigesetzt, die Grabstätte ist inzwischen aufgelassen.